# Deep Space Climate Observatory
DSCOVR (англ. Deep Space Climate Observatory, произносится «Дискавери») — американский космический аппарат для наблюдения за Солнцем и Землей. Совместный проект НАСА и Национального управления океанических и атмосферных исследований. Запуск был запланирован на 9 февраля 2015 года с мыса Канаверал ракетой Falcon 9 компании SpaceX, но по техническим и погодным причинам был произведён 11 февраля. Аппарат был выведен на орбиту с параметрами 187х1 371 156 км, 37°, откуда он в течение приблизительно 110 дней двигался в точку Лагранжа L1 системы Земля-Солнце, то есть на расстояние в 1,5 миллиона километров от Земли, где находится на так называемой «гало-орбите».

Эти снимки сделаны между 15:50 и 20:45 по североамериканскому восточному времени. На них видно, как Луна движется над Тихим океаном вблизи Северной Америки